# Shetlands-Larsen (film)
Shetlands-Larsen, originaltitel Shetlandsgjengen, är en norsk-brittisk dramafilm från 1954 i regi av Michael Forlong. Filmen skildrar den så kallade Shetlandsgjengen, en norsk marinavdelning som fraktade flyktingar och agenter mellan Norge och Shetland under andra världskriget.

## Rollista
| - Anthony Oliver – berättarröst - Leif Andreas Larsen – sig själv - Palmar Bjørnøy – sig själv - Johannes Kalve – sig själv - William Enoksen – sig själv - Odd Rudolf Hansen – sig själv - Finn Clausen – sig själv - Gunnar Klausen – sig själv - Harald Albertsen – sig själv - Carsten Johnsen – sig själv - Karl Johan Aarsæther – sig själv - Sigvald Fivelsdal – sig själv - Paul Kråkenes – sig själv - Øivind Steinsvåg – sig själv - Johan Haldorsen – sig själv - Willy Rye Andersen – sig själv - Helge W. Fonneland – sig själv | - Michael Aldridge – En engelsk officer - T.W. Southam – En engelsk admiral - Per Skift – Bård Grotle - Oscar Egede-Nissen – Peter Salen - Atle Larsen – Johan - Torborg Schønberg – En gammal dam - Haakon Særsten – En hemfrontsman - Mona Levin – Carla, en judisk flykting - Douglas Haldorsen – pojke - Tørres Aadland - Arnulf Alnæs - Henry Brodin - Per Anker Christensen - Per Christiansen - Gionni Contardo - Trygve Dahl - Waldemar Eriksen - Bjarne Færøvaag - Nils Asbjørn Skulstad | - Edith Fivelsdal - Betty Larsen - Herbrand Lavik - Jenny Mulholland - Sigvart Müller - Mathilde Oftedal Broch - Odd Rasmussen - Inger Johanne Reistad - Per Simmonæss - Kjell Valderhaug - Tønnes Vik - Karl Eilert Wiik |

## Produktion
Filmen är norsk-brittisk samproduktion och regisserades av den brittiske regissören Michael Forlong med norsk dialogregi av Per Skavlan. Den producerades av bolaget Nordsjøfilm AS och spelades in i Norge, Skottland och Shetlandsöarna med Per Gunnar Jonson som fotograf. Forlong klippte därefter samman filmen.

## Utgivning
| Land    | Datum och år     | Plats              | Titel             |
| ------- | ---------------- | ------------------ | ----------------- |
| Norge   | 11 oktober 1954  |                    | Shetlandsgjengen  |
| Sverige | 17 januari 1955  | Olympia, Stockholm | Shetlands-Larsen  |
| Danmark | 14 februari 1955 |                    | Shetlands-gruppen |
| USA     | november 1956    |                    | Suicide Mission   |
| Mexiko  | 4 januari 1962   |                    | Misión suicida    |